# Otto Herzog (Politiker, 1889)
Otto Herzog (* 11. Februar 1889 in Nimesch, Österreich-Ungarn; † 25. Februar 1957 in Bukarest, Rumänien) war ein siebenbürgisch-sächsischer Verleger und Politiker.

## Leben
Er entstammte einer  Theologenfamilie; sowohl sein Großvater als auch sein Vater waren evangelische Pfarrer in der Gemeinde Tekendorf (rumänisch Teaca) im Kreis Bistritz gewesen. Nach Besuch des Evangelisch-Lutherischen Knabengymnasiums in Bistritz studierte Herzog an der Universität Berlin Rechtswissenschaft und Handelswesen. Am Ersten Weltkrieg nahm er als Leutnant in der österreichisch-ungarischen Armee teil. Nach Kriegsende entschied er sich zunächst nach Ungarn zu gehen, wo er von 1918 bis 1921 im Nationalen Verband der Industriellen in Budapest tätig war. 1921 wurde er Kommissar der ungarischen Genossenschaftsorganisationen Futura und Nostra in Wien und heiratete dort die Sopranistin Johanna Thullner. 1924 ging Herzog nach Rumänien, um die Stelle als Direktor von Kraft & Drotleff anzunehmen, des größten deutschsprachigen Verlagshauses im südöstlichen Europa, das u. a. das Siebenbürgisch-Deutsche Tageblatt verlegte. Diese Führungsposition bei der Herausgabe der einflussreichsten deutschsprachigen Zeitung in Großrumänien verschaffte Herzog Zugang zu höheren politischen Kreisen: Der siebenbürgisch-sächsische Politiker Hans Otto Roth förderte Herzogs politische Ambitionen. 1933 bis 1939 wurde er als Abgeordneter des Kreises Hermannstadt in das rumänische Parlament gewählt, wo er u. a. seine Wirtschaftsexpertise einbrachte. Nach Einstellung der Parlamentstätigkeit unter der Militärdiktatur Ion Antonescus im September 1940 zog sich Herzog aus dem politischen Leben zurück und verließ auch den Verlag Kraft & Drotleff, wo der Volksgruppenführer Andreas Schmidt nationalsozialistische Schriften verlegte. Seinen Lebensunterhalt verdiente er zunächst als Direktor eines Textilunternehmens in Lugosch und später als Privatlehrer, Buchhalter und Zeitschriftenredakteur.